# 埃尔津詹省
埃尔津詹省（土耳其语：Erzincan ili）是位于土耳其东部的一个省，面积11,974平方公里，省府埃尔津詹。